# 雀儿岙岛
28°46′51″N 121°51′01″E / 28.780937650093346°N 121.85030937194824°E
雀儿岙岛是浙江省中部沿海的一个岛屿，位于台州湾东部的东矶列岛，是该列岛中最大的岛屿，面积4.38平方公里，最高点海拔188米。属于临海市上盘镇管辖，有人户，设雀儿岙村。